# Aucha flava
Aucha flava är en fjärilsart som beskrevs av Warnecke 1933. Aucha flava ingår i släktet Aucha och familjen nattflyn. Inga underarter finns listade i Catalogue of Life.